# Cecilioides nyctelia
Cecilioides nyctelia је пуж из реда Stylommatophora.

## Угроженост
Подаци о распрострањености ове врсте су недовољни.

## Распрострањење
Ареал врсте је ограничен на једну државу. Португал (тачније Мадеира) је једино познато природно станиште врсте.